# 南阿蘇村立白水中学校
南阿蘇村立白水中学校（みなみあそそんりつ はくすいちゅうがっこう）は、熊本県阿蘇郡南阿蘇村大字吉田にあった公立中学校。
2016年（平成28年）3月末をもって廃校となり、南阿蘇村立南阿蘇中学校に統合された。

## 沿革
- 1947年（昭和22年）4月22日 - 白水村立白水中学校創立。白水小学校に併設。
- 1949年（昭和24年）12月 - 新校舎落成
- 2005年（平成17年）2月13日 - 南阿蘇村が発足したことに伴い、南阿蘇村立白水中学校と改称
- 2016年（平成28年）
  - 3月19日 - 白水中学校閉校式を挙行
  - 4月1日 - 南阿蘇村立南阿蘇中学校に統合